# Älgtjärnen (Fjällsjö socken, Ångermanland)
Älgtjärnen är en sjö i Strömsunds kommun i Ångermanland och ingår i Ångermanälvens huvudavrinningsområde. Sjön har en area på 0,165 kvadratkilometer och ligger 251,8 meter över havet. Sjön avvattnas av vattendraget Kråkån.

## Delavrinningsområde
Älgtjärnen ingår i det delavrinningsområde (708235-151586) som SMHI kallar för Utloppet av Älgtjärnen. Medelhöjden är 289 meter över havet och ytan är 0,97 kvadratkilometer. Det finns ett avrinningsområde uppströms, och räknas det in blir den ackumulerade arean 16,82 kvadratkilometer. Kråkån som avvattnar avrinningsområdet har biflödesordning 3, vilket innebär att vattnet flödar genom totalt 3 vattendrag innan det når havet efter 161 kilometer. Avrinningsområdet består mestadels av skog (67 procent). Avrinningsområdet har 0,16 kvadratkilometer vattenytor vilket ger det en sjöprocent på 16,8 procent.